# Заполотье
Заполотский посад или Заполотье (бел. Запалоцкі пасад або Запалоцце) — исторический район в Полоцке к западу от Верхнего замка вдоль течения Западной Двины.

## История

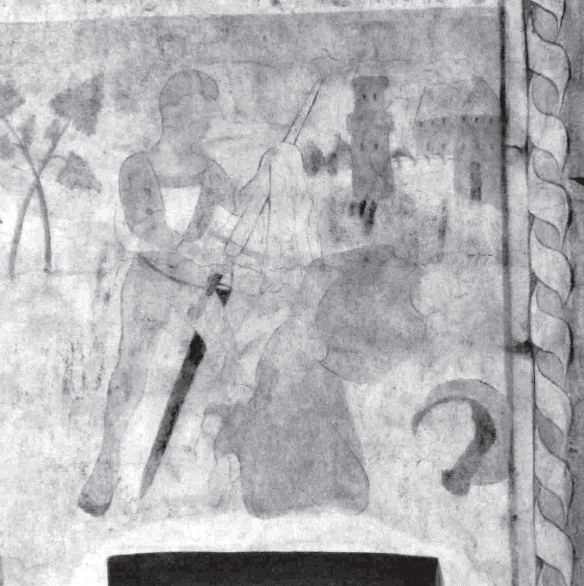
Фрагмент фрески «Чудо Св. Георгия» с изображением Полоцкого костёла бернардинцев на Заполотье, школу которого посещал Франциск Скарина в 1580-е годы

Заполотье возникло на рубеже X—XI веков. Его площадь составляла около 40 га, в начале XIII века — 17 га). Упоминается в XIV веке под названием Старый город. В XI веке имел систему укреплений.

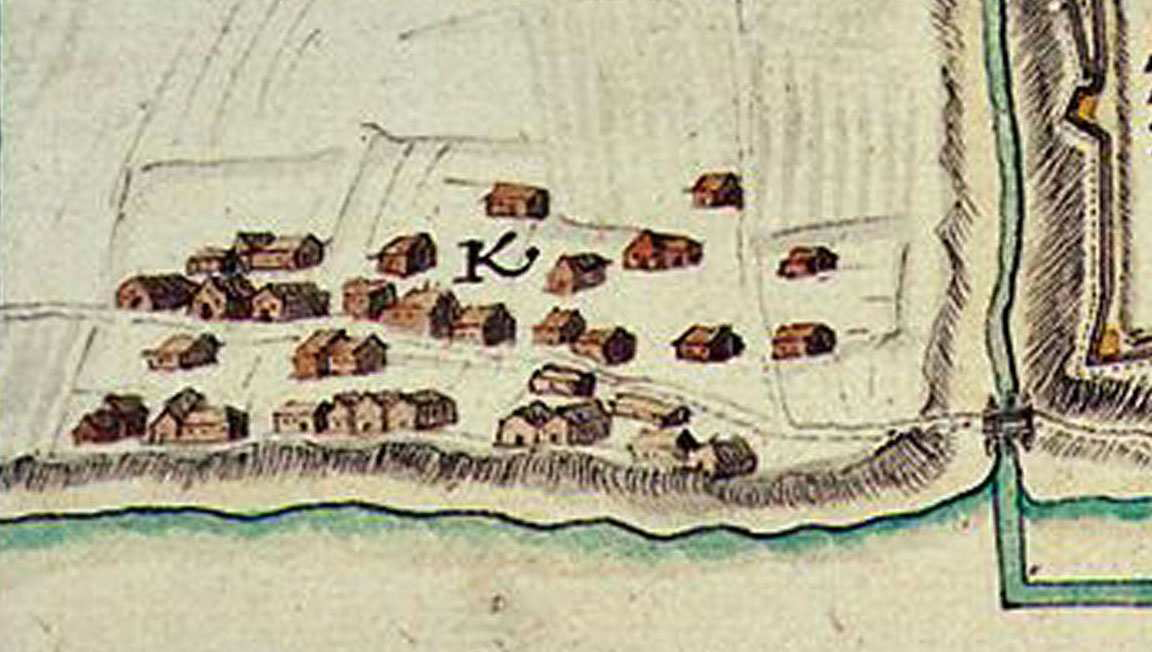
Часть плана Полоцк 1707 г. с изображением Заполотья

В 1498 году в Заполотском посаде был построен бернардинский монастырь (локализованный во время археологических раскопок в 2010 году). В 1563 году в результате взятия Полоцка войсками Ивана IV Грозного бернардинский монастырь в Заполотье прекратил своё существование. Приводятся данные о церкви XVI—XVII веков, а также усадебную застройку и огороды на территории Заполотского посада.

В XVI—XVIII веках в Заполотье упоминаются улица Большая (современная Краснова), Еглявинская, Заречная, Выгонная, Бастионный, Цикунов и Ярмолов переулки.

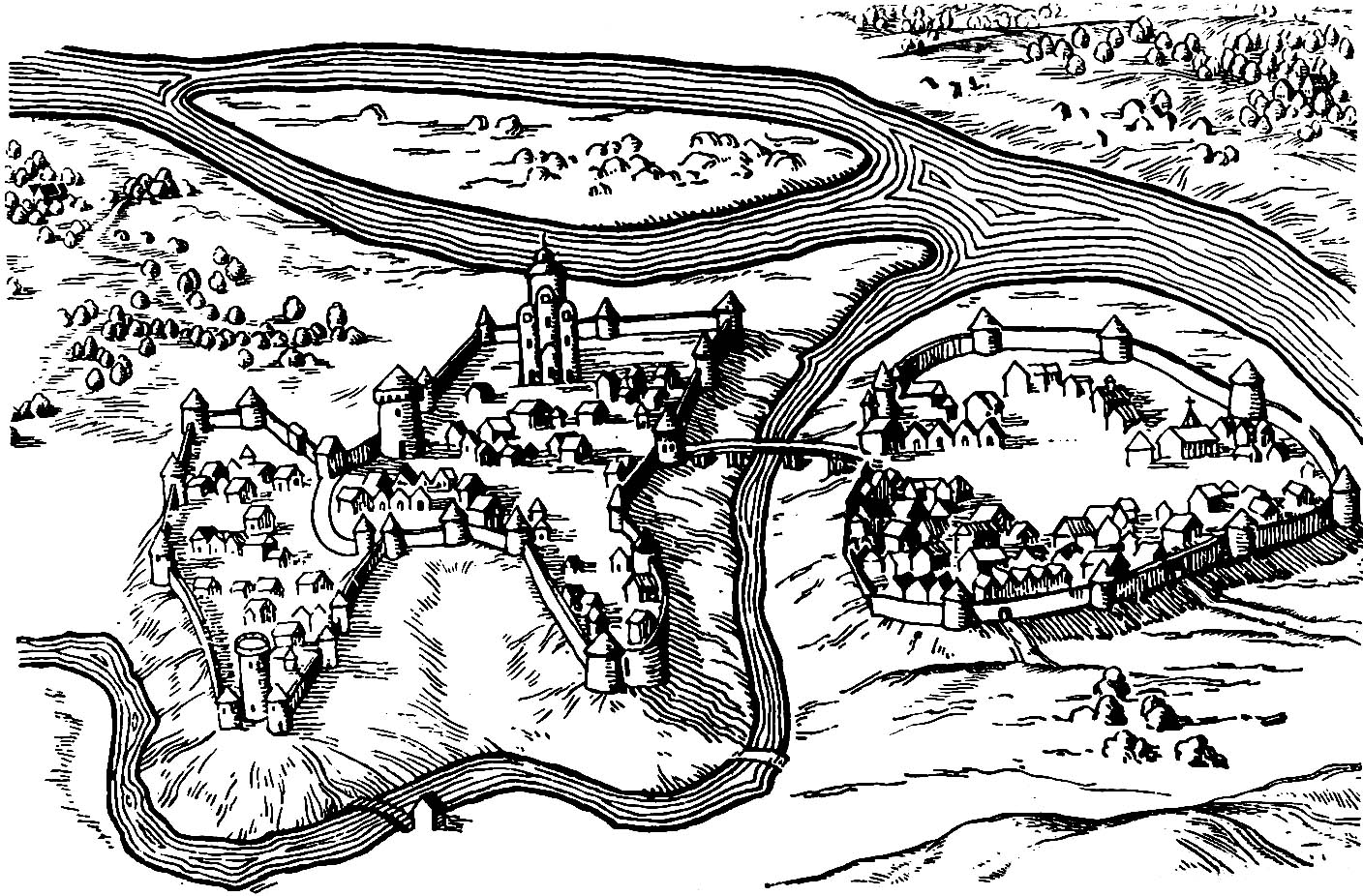
Полоцк на гравюре XVI века. Заполотье справа

## Укрепления
Заполотский посад располагался в границах палисада XVI—XVIII веков. В этот период был выкопан ров («перекоп») и поставлен частокол. В 1654 году был сделан новый ров, который укрепили плотно вкопанными брёвнами. За палисадом находились селения Селевщизна и Глущица.

## Исследования
Заполотский посад исследовали в 1959 году Л. Д. Поболь, в 1961, 1963, 1980 годах Г. В. Штыхов в 1986 году С. В. Тарасов, в 2003, 2004, 2006 и 2010 годах Д. В. Дук, в 2008 году М. В. Климов. Культурный слой составляет 0,5-3 м. Исследовано 772 м². Изучены остатки жилых построек, в том числе усадьбы XV века с кафельной печью. Находки представлены многочисленными изделиями XI—XVIII веков, ювелирной продукцией.